# سنوسرت دوم
سنوسرت دوم فرعونی در دودمان دوازدهم مصر باستان است که در میان سال‌های ۱۸۹۷ تا ۱۸۷۸ پیش از میلاد فرمانروایی می‌کرد. او بر خلاف جانشینش سنوسرت سوم، روابط خوبی با خره‌سالارهای حاکم بر استان‌های مصر که گاه به اندازه خود فرعون ثروت داشتند، بر قرار کرد. رویدادهای ششمین سال فرمانروایی او در دیوارنگاره‌ای در آرامگاه خره‌سالاری به نام خنومهوتپ به تصویر کشیده شده است. بر پایه تاریخ‌سنجی‌ها و شواهدی که از دوران فرمانروایی او بر جای مانده، بعضی مصرشناسان و تاریخ‌دانان بر این باورند که او همان فرعونی است که در زمان یوسف پیامبر بر تخت بوده.

## ساخت و ساز
سنوسرت دوم هرمی برای خود در لاهون بنا نهاد. او همچنین اهمیت زیادی به کارهای ساختمانی در منطقۀ واحهای فیوم داد و سامانۀ آبیاری بسیار گسترده‌ای که از بحر یوسف تا دریاچه قارون را پوشش می‌داد، ساخت. هدف از این کار، که توسط ایجاد آب‌بند در لاهون به همراه تعداد زیادی آبراه انجام شده بود، افزایش کشت و کار در آن منطقۀ واحه‌ای بوده است. اهمیت این کار با تصمیم سنوسرت برای انتقال گورستان پادشاهی از دهشور به لاهون و ساخت هرم خود در آن منطقه دو برابر گشت. این منطقه در دودمان‌های دوازدهم و سیزدهم پایتخت سیاسی مصر باقی ماند. او همچنین نخستین اقامتگاه شناخته شدۀ برای کارگران در تاریخ مصر را در شهر سنوسرتهوتپ (لاهون) بنا کرد.

## نگارخانه

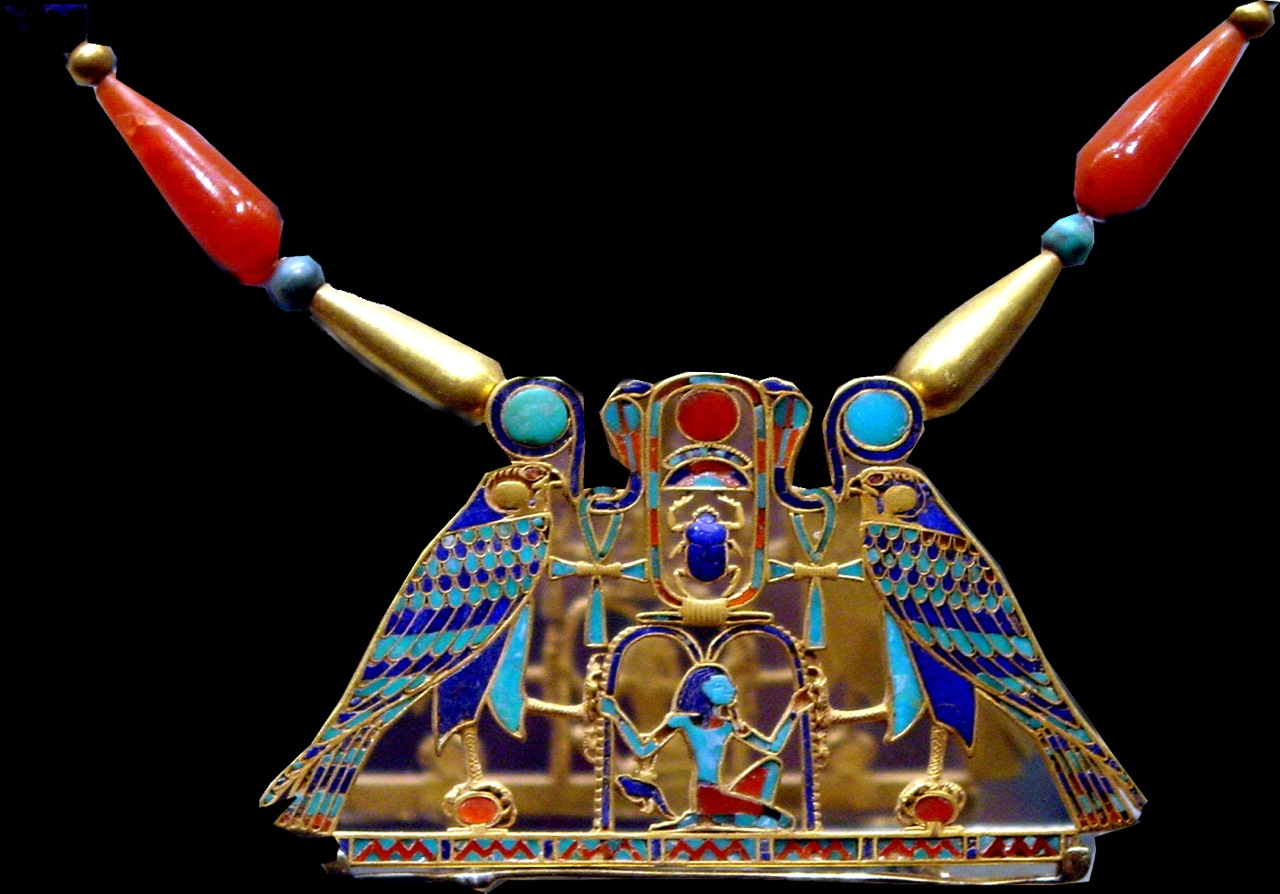
سینه‌ریز سنوسرت دوم که در ارامگاه دخترش سیت-هاتور یونت پیدا شده
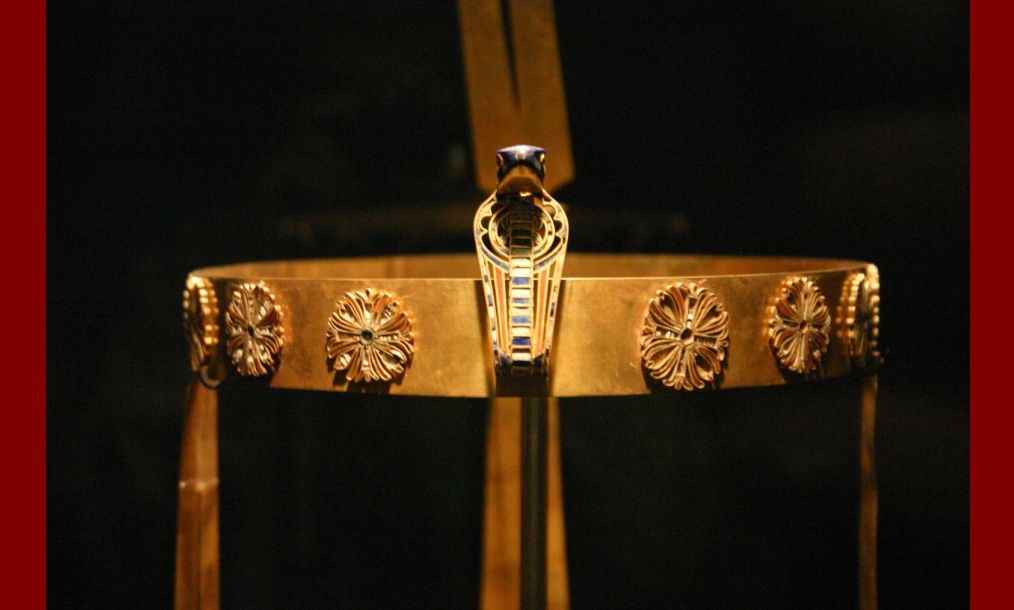
تاج سیت-هاتور یونت، دختر سنوسرت دوم
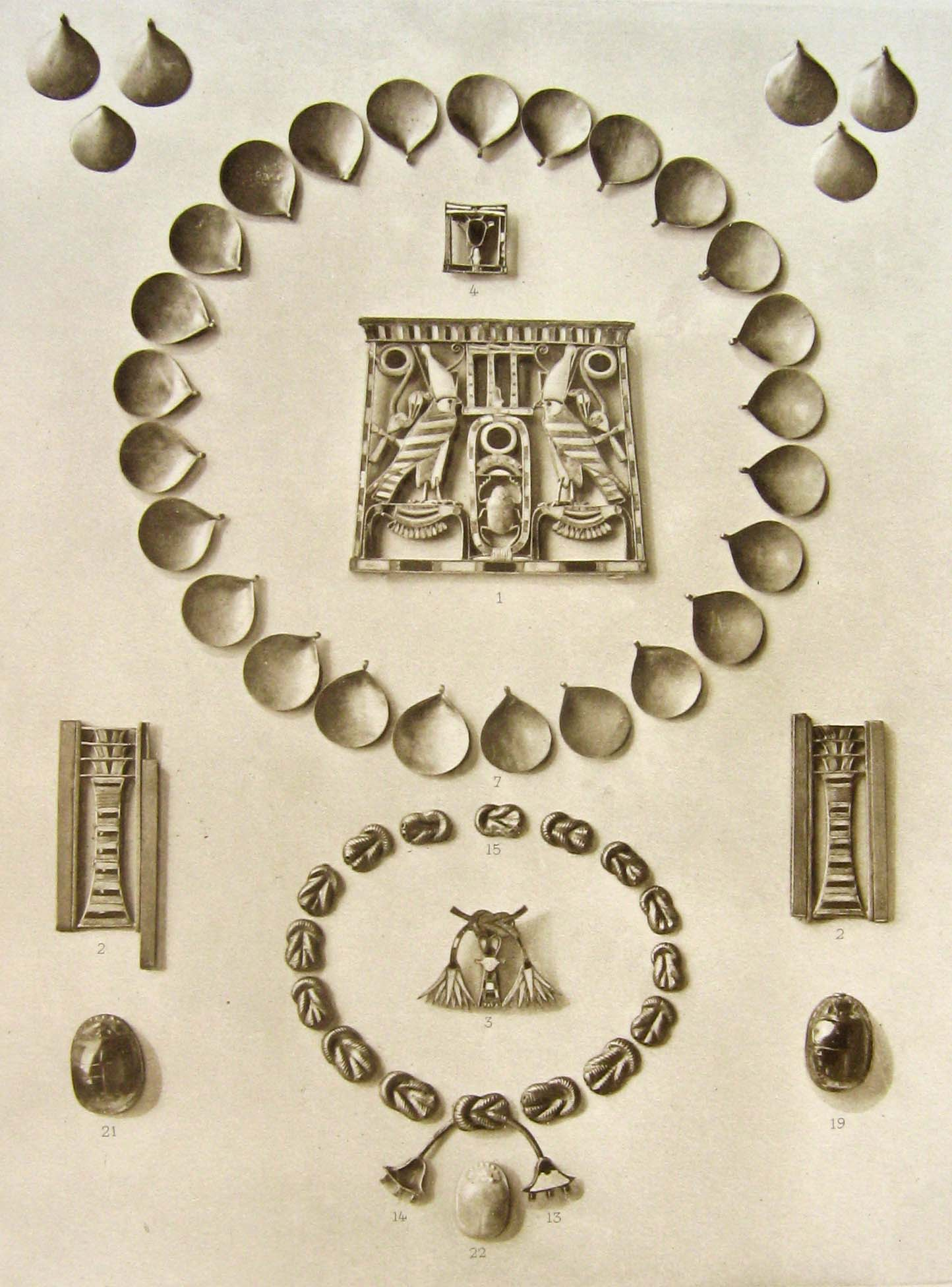
گردنبندهای پیدا شده در گنجینه سنوسرت در دهشور